# غلمي بايين
غلمي بايين (بالفارسية: گلمی پایین) هي قرية تقع في قسم سنغ بست الريفي في إيران. يقدر عدد سكانها بـ 95 نسمة بحسب إحصاء 2016.